# Caótica Ana
Caótica Ana es una película española escrita y dirigida por Julio Medem, y protagonizada por Manuela Vellés.

## Argumento
Caótica Ana es la historia-viaje de Ana durante cuatro años de su vida, de los 18 a los 22. Una cuenta atrás, 10, 9, 8, 7… Hasta el 0, como en la hipnosis, a través de la cual Ana comprueba que no vive sola, que su existencia parece la continuación de otras vidas de mujeres jóvenes que murieron de forma trágica y que habitan en su memoria inconsciente. Ese es su caos. Ana es la princesa y el monstruo de esta fábula feminista contra la tiranía del hombre blanco. Como explica el propio Medem, Ana es un espíritu libre que vuelca su pasión por la vida en la pintura. Justine, una mecenas cosmopolita, le invita a completar su formación en Madrid junto al grupo de artistas que protege. Será el comienzo de un viaje no sólo físico, que la llevará a descubrir nuevos continentes, vidas pasadas y mitos remotos. Ana intentará romper la cadena de violencia ancestral que asoma en las puertas que pinta, y al final de la aventura elegirá si se convierte en monstruo o en princesa.  

## Comentarios
El film realiza un análisis crítico que evidencia su posicionamiento – se manifiesta el gusto del cineasta a lo largo de su trayectoria cinematográfica por el debate histórico y político– de la actualidad internacional que entronca en la dinámica de la historia de género. Además, Caótica Ana se convirtió en la vía de escape de Medem para superar su depresión tras la muerte de su hermana Ana, fallecida en el 28 de abril de 2001 en un accidente de tráfico cuando acudía a la inauguración de su propia exposición en Cariñena (Zaragoza), y que dejó como herencia "sus cuadros pintados a cera, llenos de alegría y color". El coche lo conducía su hermano Álvaro. En su recuerdo, Julio tiene una hija con el mismo nombre.

## Reparto
- Manuela Vellés como Ana.
- Charlotte Rampling como Justine.
- Bebe como Linda.
- Nicolas Cazalé como Said.
- Asier Newman como Anglo.
- Matthias Habich como Klaus.
- Lluis Homar como Ismael.
- Gerrit Graham como Mister Halcón.
- Raúl Peña como Lucas.
- Giacomo Gonnella como guardaespaldas.
- Leslie Charles como Jovoskaya.
- Juanma Lara como dueño.
- Diego Molero como adiestrador.
- Angel Facio como San Juan.
- Antonio Vega como él mismo.
- Gloria de Miguel como anciana india.
- Patricia Arredondo como mujer mexicana.
- Rafael Pérez como hombre mexicano.

## Recepción
La crítica recibió la película de manera heterogénea, con valoraciones tanto positivas como negativas. Según el propio Medem, tras el estreno del film pasó una larga temporada hundido por estas críticas, "rozaban el insulto personal, me despedazaban".

## Rodaje
Rodada entre Nueva York, Arizona, Madrid, Islas Canarias y Baleares, a lo largo de once semanas, con un presupuesto de 5 millones de euros. Además, fue la primera producción europea rodada en alta definición con la cámara Sony HdCam950, utilizada en Star Wars: Episodio III, La venganza de los Sith y en Sin City.